# COROT-1b
COROT-Exo-1b(CoRoT-Exo-1b, GSC 04804-02268b로도 불린다)는 외뿔소자리에 있는, 지구에서 1560광년 떨어진 곳에 있는 외계 행성이다. 이 행성은 황색 왜성 COROT-Exo-1 주위를 돌고 있다. 이 행성은 프랑스가 주관하는 COROT 미션이 찾아낸 최초의 외계 행성이다.

## 발견
이 행성은 COROT 미션이 발견한 것으로 공포된 존재이다.(COROT은 유럽 우주국이 참여한 CNES 프로젝트이다) 이 행성의 반지름은 지금까지 발견된 뜨거운 목성들 중 매우 큰 편에 속하는데, 구체적 크기는 목성의 1.49배이다. 질량은 목성보다 근소하게 무거운 1.03배이다. 질량에 비해 이처럼 부피가 큰 이유로, 어머니 항성에 가까이 붙어 있기 때문에, 대기 외포부가 가열되어 부풀어 올랐기 때문으로 생각하고 있다.

## 위상 촬영
2009년 5월 28일자 네이처 지에 천문학자들이 이 행성이 항성 주위를 돌면서 차고 지는 모습을 촬영하는 데 성공했다는 기사가 실렸다. 예전부터 과학자들은 COROT-Exo-1b처럼 항성에 가까이 붙어 돌고 있는 가스 행성은 항성에 조석고정이 되어버려 한 쪽 면이 항성만을 계속 보게 되며, 그로 말미암아 한 쪽은 지나치게 뜨거워지고 다른 한 쪽은 상대적으로 차갑다고 믿어 왔다. 촬영 결과 밤의 부분은 완전히 검어 보이지 않았으며 이는 빛이 비치지 않는 곳의 온도가 그리 높지 않다는 것을 의미한다. 반면 낮 부분은 섭씨 2,000도까지 가열되는 것으로 밝혀졌다.

## 같이 보기
- 페가수스자리 51 b
- COROT
- COROT-Exo-2b
- TrES-1

## 참고 문헌
1. ↑  Exoplanet phases seen in visible light. msnbc. 2009년 5월 27일 작성, 2009년 6월 16일 확인.